# Iliaș I
Iliaș I (n. 29 iulie 1409 – d. 23 aprilie 1448) a fost domn al Moldovei. A domnit singur în perioada ianuarie 1432 și octombrie 1433 și împreună cu fratele său, Ștefan al II-lea, între august 1435 și mai 1443.

## Biografie
Iliaș I a fost fiul domnului Moldovei, Alexandru cel Bun și al celei de-a doua soții, Doamna Ana (Neacșa). Este asociat la domnie încă de când trăia tatăl său și desemnat chiar de acesta ca succesor, depunând jurământ de credință față de regele Vladislav al II-lea al Poloniei (1433). Totuși fratele său, Ștefan al II-lea se ridică împotriva lui cu mai mulți partizani moldoveni, cu ajutor de la Vlad Dracul, Alexandru Aldea al Munteniei și de la turci, și-l detronează. Cu tot ajutorul pe care îl capătă de la cumnatul său Vladislav Jagello, Iliaș I este bătut de fratele său Ștefan și fugărit. Noul domnitor moldovean grăbindu-se să recunoască suzeranitatea Poloniei, regele Vladislav nu mai are nici un interes față de Iliaș I, ba îl și închide spre a avea un perpetuu mijloc de constrângere pentru Ștefan. Odată cu venirea pe tronul Poloniei a lui Vladislav al III-lea în 1434, soarta lui Iliaș I se schimbă. Deși noul rege urmează tactica defunctului său predecesor, partizanii leși ai lui Iliaș I îl scapă din închisoare și acesta trece în Moldova, iar Vladislav al III-lea se vede silit să îl ajute într-o oarecare măsură. Lupta nehotărâtoare de la Podraga, în 4 august 1435, în locul numit "Câmpia războiului", și intervenția lui Vladislav al III-lea, îi împacă pe cei doi frați, care de acum înainte domnesc împreună, având întâietate Iliaș I, Ștefan în schimb luând veniturile sud-estului țării. De data aceasta, pentru a-și întări poziția, Iliaș I se obligă să dea tribut anual Poloniei, și restituie porțiunea de țară amanetată de aceasta Moldovei pentru datorii.
Protectorul lui Iliaș I, Vladislav al III-lea, devenit de curând și rege al Ungariei, este omorât în bătălia de la Varna în 1444. Astfel că Ștefan al II-lea și partizanii săi îl detronează iarăși pe Iliaș I, îi scot ochii și îl fugăresc în Polonia, de unde era și soția lui, Maryna Holszanska, soră cu soția regelui Poloniei, Vladislav. Iliaș I a murit în Polonia.